# Episodi di Stadtklinik (prima stagione)
La prima stagione della serie televisiva Stadtklinik è stata trasmessa in anteprima in Germania dalla RTL tra il 13 settembre 1993 e il 13 dicembre 1993.
| nº | Titolo originale      | Titolo italiano | Prima TV Germania | Prima TV Italia |
| -- | --------------------- | --------------- | ----------------- | --------------- |
| 1  | Die Bitte             | inedito         | 13 settembre 1993 | inedito         |
| 2  | Der Verdacht          | inedito         | 20 settembre 1993 | inedito         |
| 3  | Die Wahrheit          | inedito         | 27 settembre 1993 | inedito         |
| 4  | Der Streit            | inedito         | 4 ottobre 1993    | inedito         |
| 5  | Salto Mortale         | inedito         | 11 ottobre 1993   | inedito         |
| 6  | Ungünstige Aussichten | inedito         | 18 ottobre 1993   | inedito         |
| 7  | Die Vergangenheit     | inedito         | 25 ottobre 1993   | inedito         |
| 8  | Ein fataler Fehler    | inedito         | 8 novembre 1993   | inedito         |
| 9  | Rache                 | inedito         | 15 novembre 1993  | inedito         |
| 10 | Das Wiedersehen       | inedito         | 22 novembre 1993  | inedito         |
| 11 | Neue Hoffnungen       | inedito         | 29 novembre 1993  | inedito         |
| 12 | Der Betrug            | inedito         | 6 dicembre 1993   | inedito         |
| 13 | Ein neues Leben       | inedito         | 13 dicembre 1993  | inedito         |